# Philodendron duckei
Philodendron duckei  là một loài thực vật có hoa trong họ Ráy (Araceae). Loài này được Croat & Grayum miêu tả khoa học đầu tiên năm 1994.